# Teezo Touchdown
Teezo Touchdown, pseudonimo di Aaron Lashane Thomas (Beaumont, 31 ottobre 1992), è un rapper statunitense.

## Biografia
Sin da giovane, ha sviluppato un interesse per la musica, influenzato dall'ascolto di artisti come Judas Priest, Prince, Kraftwerk e Marvin Gaye, che costituivano gran parte del repertorio musicale trasmesso da suo padre, un deejay locale.
Nel 2010, durante gli anni del liceo a Beaumont, Thomas iniziò a caricare i suoi primi brani su YouTube, utilizzando gli pseudonimi AyeTee, TeeKnow e Teezo Suave. I video, spesso girati con mezzi limitati e con l'aiuto di compagni di scuola, furono i primi passi verso la sua carriera musicale.
Nel 2016 adottò definitivamente il nome d'arte Teezo Touchdown. Due anni dopo, nel 2018, pubblicò i suoi primi due mixtape, The Example e Cover Boy, segnando l'inizio della sua discografia ufficiale.